# ケンタッキーフライドチキンの歴史
この項目では、ケンタッキーフライドチキンの歴史について記述する。

## 概要
ケンタッキーフライドチキン（KFC）は起業家カーネル・ハーランド・サンダースによって設立された。サンダースは、大恐慌の時代にケンタッキー州コービンの国道沿いのレストランでフライドチキンの販売を開始した。サンダースは、レストラン業におけるフランチャイズビジネスの潜在的可能性を見いだし、1952年には最初の「ケンタッキーフライドチキン」のフランチャイズ加盟店がソルトレイクシティ（ユタ州）で生まれた。KFCはファストフード業界にフライドチキンを普及させ、ハンバーガーによる確立された支配に挑戦することで市場の多様化をもたらした。
自身を「カーネル・サンダース」としてブランド化することで、サンダースはアメリカ文化史における重要な人物の1人となり、そのイメージはKFCの宣伝に広く利用され続けている。急速に拡大したKFCは、サンダースが経営するにはあまりに巨大な企業になった。1964年、サンダースは会社をジョン・Y・ブラウン・ジュニアとジャック・C・マッシーが中心となる投資家集団に売却した。
KFCは国際的に展開した最初のファストフードチェーンのひとつだった。1960年代中頃までには、イギリス、メキシコ、ジャマイカに店舗を展開していた。1970年代 - 1980年代にかけてKFCのオーナーとなった企業は、いずれもレストラン業における経験に乏しかったため、そのような時期を通してアメリカ国内での業績は上昇と下降を繰り返した。1970年代初頭にKFCを買収したのは蒸留酒の販売業者ヒューブラインだった。ヒューブラインはその後、食品・タバコを扱う複合企業体R.J.レイノルズに買収され、そのR.J.レイノルズも後にKFCチェーンをペプシコに売却した。KFCは海外展開を継続し、1987年には中国に進出した最初の欧米のレストランチェーンとなった。
1997年、ペプシコは自社のレストラン部門を「トライコン・グローバル・レストランズ」として分離独立させた。トライコン社は2002年に名称をヤム・ブランズに変更した。ヤム・ブランズはKFCのオーナーとして、ペプシよりも明確な意志を持った経営を行っており、アメリカ国内の店舗数は減少したものの、KFCはアジア、南アメリカ、アフリカ地域で成長を続けている。2015年末の時点で、KFCは全世界125の国と地域で1万9952店舗を展開しており、KFCにとって最大の市場である中国には5003店舗が存在する。

## 起源
ハーランド・サンダースは1890年に生まれ、インディアナ州のヘンリービル郊外の農場で育った。サンダースの父親は1895年に死亡し、母親は生活のため缶詰工場で働いた。サンダースは5歳ながら子供たちのなかで最年長であり、母親にかわって2人の弟妹の世話をする必要があった。サンダースが7歳になったとき、母親は彼に料理することを教えた。13歳で実家を離れたあと、サンダースは鉄道職員や保険外交員などいくつかの職業に就いたが、そのキャリアは常に順調というわけではなかった。1930年、サンダースはケンタッキー州ノースコービン（アパラチア山脈のはずれにある小さな町）を通る国道25号線沿いのシェルのガソリンスタンドの経営を引き受けた。その年の6月までに、サンダースは物置を改造して自前のダイニングテーブルを設置し、小さな食事スペースをつくった上で、立ち寄ったドライバーにステーキやカントリーハムなどの料理を提供するようになった。

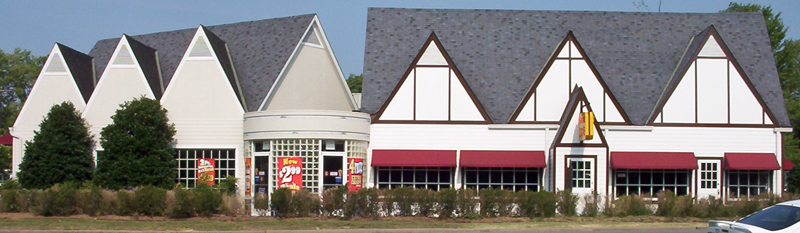
ケンタッキー州ノースコービンのハーランド・サンダース・カフェ・アンド・ミュージアム

1934年、反対側の給油所の方がドライバーの視界に入りやすいため、サンダースは国道25号線の向かい側にあるピュア・オイルのガソリンスタンドの経営を前任者から引き継いだ。サンダースがフライドチキンの販売を始めたのもこの時からだった。自らの技能を向上させるため、サンダースはコーネル大学ホテル経営学部で8週間のレストラン経営コースを受講した。1936年までには、サンダースが経営するビジネスの成功は広く認められるものになっており、ルビー・ラフーン知事からケンタッキー・カーネルの名誉称号を授与されるほどだった。1937年、サンダースはレストランを140席の規模まで拡張した。さらに、1940年には国道の反対側にモーテルを購入してサンダース・コート・アンド・カフェとした。
サンダースは、鉄製のフライパンでチキンを調理するのに35分も要することを不満に思っていたが、鶏肉をたくさんの油に沈めて揚げる（ディープフライ）ことには反対だった。サンダースの意見では、ディープフライは調理時間を大幅に短縮できるものの、できあがったチキンは硬く、乾燥しており、揚がり方にも「むら」があるなど問題が多かった。一方で、注文を受ける前にあらかじめチキンをまとめて調理する場合、時には閉店後に余ったチキンを廃棄しなければならなかった。1939年、初の家庭用圧力鍋の販売が開始されたが、その主な用途として想定されていたのは野菜を蒸すことだった。サンダースは圧力鍋を1個購入し、これを改造して圧力揚げ器とした上でチキンの調理に使用した。この圧力揚げ器を使った調理では、所要時間がディープフライと同等に短縮され、サンダースの意見ではフライパンでの調理と同じ味を保つことができた。1940年7月、サンダースは「11種のハーブとスパイスからなるオリジナルレシピ」として後に知られるようになるレシピを完成させた。このレシピがサンダースの口から公表されることはなかったが、サンダースは塩とコショウの使用を認めており、材料はすべて「誰の家の戸棚にもあるもの」であると語っていた。
1950年にローレンス・ウェザビー知事によってケンタッキー・カーネル（名誉大佐）に再任命されたあと、サンダースはその立場にふさわしい服装をするようになった。ヤギひげを生やし、黒のフロックコート（後に白のスーツに変更）とストリング・タイを着用したサンダースは、自らを「カーネル」の肩書きで呼んだ。伝記作家のジョシュ・オザースキーによれば、仕事仲間たちも「最初は冗談半分で、後には真剣に」サンダースをこの肩書きで呼ぶようになった。

## 初期の加盟店

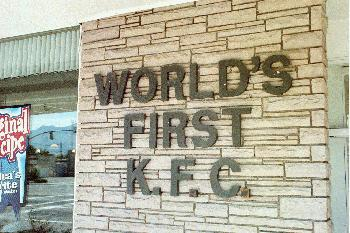
ソルトレイクシティにあるKFCフランチャイズの第1号店

サンダース・コート・アンド・カフェの客のほとんどは車で移動するドライバーであり、1955年に計画中の州間高速道路75号線のルートがケンタッキー州コービンをバイパスすることが公表されたとき、サンダースは資産を売り払ってアメリカ各地を回り、レストランのオーナーに自らのフライドチキンを売り込んだ。各レストラン経営者は、サンダースの「ハーブとスパイスの秘密のブレンド」、レシピと調理法、その名前と肖像を広告に使う権利と引き換えに、チキン1個につき4セント（後に5セントに値上げ）をフランチャイズ料として支払うという契約だった。サンダースは、1952年にはすでにユタ州サウス・ソルトレイク市のピート・ハーマン（市内でも最大規模のレストランの経営者）にフライドチキンのレシピをフランチャイズして成功を収めていた。
「ケンタッキーフライドチキン」という名称は、ハーマンが雇った看板書きのダン・アンダーソンによって創り出された。サンダースは、この名称が自分のフライドチキンと一般のレストランで提供される「南部風フライドチキン」（ディープフライで調理される）をはっきりと区別するのに役立つと考え、自らのビジネスにも取り入れた。ハーマンが主張するところによると、「ケンタッキーフライドチキン」の販売を開始した最初の1年で、レストランの売り上げは3倍以上になり、その上昇分の75パーセントがフライドチキンの販売によってもたらされていた。ユタ州の住民にとって、ケンタッキーからやってきた商品はエキゾチックで、「アメリカ南部の温かみ」を連想させるものだった。
フランチャイズ型のビジネスであるKFCの成功は、初期の加盟者（フランチャイジー）の業績に依存していた。したがって、ハーマンはサンダースの伝記作家によってKFCの「事実上の共同創業者」として描写されている。ハーマンは「指まで舐めちゃうおいしさ」（"It's finger lickin' good") というキャッチフレーズの下でフライドチキンを販売したが、最終的にこのフレーズはKFCチェーン全体で使用されるようになった。1957年、ハーマンは14個のフライドチキンと5ロールのパン、1パイントのグレイビーソースをボール紙のバスケットに入れて1セットにした上で、これを「コンプリートミール」として3.50ドル（2014年の貨幣価値で約30米ドル）で家族向けに発売した。このセットは当初、あるデンバーのKFC加盟者（セールスマンから購入したボール紙のバスケット500個をもて余していた）のかわりに電話をかけてきたサンダースを手助けするつもりでハーマンが試験販売したものだった。
1956年までには、サンダースは6 - 8店の加盟者を抱えており、そのなかには後にウェンディーズを創業するデイヴ・トーマスも含まれていた。トーマスは回転する赤いバケット型看板を開発したほか、ハーマンが開拓したテイクアウトのコンセプトを支持した最初期の人物でもあり、トーマスが導入した簿記の方法は後にサンダースがKFCチェーン全体に広めることにもなった。1968年、トーマスは100万ドルで所有する株式を売却し、ミシシッピ川以東のすべてのKFCレストランの地域マネージャーに就任した。その後1969年にウェンディーズを設立するまでその立場にとどまった。
1956年、サンダースは本社をコービンからシェルビービル (ケンタッキー州)に移した。シェルビービルはコービンよりも物流上優れた場所にあり、スパイス、圧力調理器、テイクアウト用の箱、広告用資材などを加盟店に輸送するのに好都合だった。

## サンダースによる売却と急成長
KFCの登場はファストフード業界にフライドチキンを普及させ、ハンバーガーによる確立された支配に挑戦することで市場の多様化をもたらした。1960年、KFCフランチャイズに加盟するレストランは200店舗ほどだったが、1963年には600店舗を超えるほどに成長し、アメリカ最大のファストフード事業となった。1963年、サンダースはケンタッキー出身の若い百科事典セールスマン、ジョン・Y・ブラウンと出会った。ブラウンは自身がサンダースの会社に加わることを熱望していると語ったが、サンダースはそのかわりに、会社自体をブラウンに売却することを提案した。この提案の背景にあったのは、サンダースに天性のビジネスの才能はなく、目立った意欲ある後継者も親族にはいなかったという事情だった。
ブラウンの手持ちの資金はKFCを買収するには不十分だったため、投資家のジャック・C・マッシーを説得して買収資金の60パーセントを出資させた上で、自らも多くの資金を拠出した。資金の一部はフランチャイズ加盟者のピート・ハーマン、KFC役員のリー・カミングスとハーラン・アダムスによっても提供された。一方で、家族が会社の売却に反対するなか、サンダースはKFCを手放すことについて疑念を抱くようになった。1964年、ブラウンらのグループは200万ドルでKFCを買収した。買収に際しての契約内容には、サンダースへの終身給与の支給に加え、サンダースが品質管理責任者として役職にとどまり、会社のトレードマークとしてコマーシャルに出演するという合意が含まれていた。

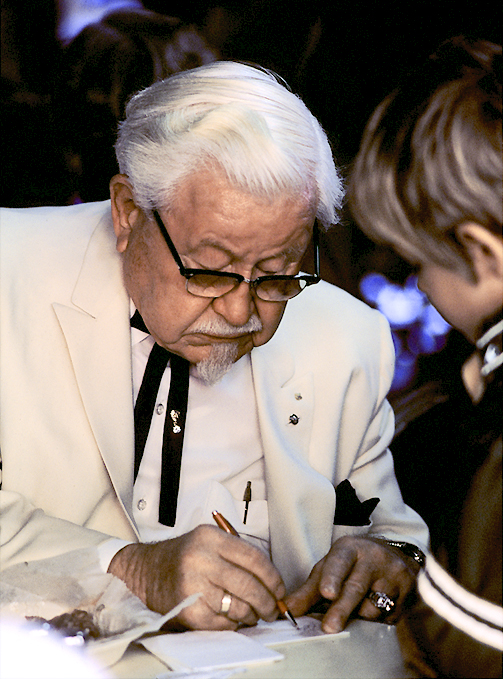
「カーネル」として振る舞うハーランド・サンダース （1974年頃）

マッシーとブラウンは統一性のなかったKFCチェーンの標準化を推し進めた。ユタ州におけるピート・ハーマンの事業を視察したあと、2人はユタ州の店舗だけの特徴だったテイクアウトのシステムをKFCチェーン全体に拡大した。フランチャイズ加盟店をKFCの商品に注力させるため、各加盟店はオリジナルの商品をメニューから削除するよう指示された。KFCに加盟しているレストランはデザインし直され、キューポラ付きのマンサード屋根をそなえた特徴的な赤と白のストライプ模様の外観になった フライドチキンのみを販売する店舗というモデルは、潜在的なフランチャイズ加盟希望者にとってより魅力的であり、独立店舗の展開によって会社の成長は加速された。
会社を売却したものの、サンダースは経営陣と加盟店に対して大きな精神的権限を持ち続けており、会社の決定に疑問を持った際は、その意見をはっきりと主張した。マッシーが本社をケンタッキー州からテネシー州ナッシュビルに移したとき、サンダースは次のように述べたと伝えられている。「テネシーフライドチキンなんかじゃ駄目なんだ。口先達者な、シルクのスーツを着たどこかの野郎が何を言おうとね。」会社がカナダで事業を展開したとき、サンダースは経営陣が自身との契約に違反したと考えた。サンダースは、契約上カナダでの事業展開は自分にのみ許された独占的な権利であると主張した。サンダースは会社の株式を150万ドル分保有しており、この争いが解決されるまでマッシーが会社を上場することを阻んだため、KFCはカナダでの活動についてサンダースとの再交渉を強いられた。ブラウンとマッシーは、サンダースの独占的権利はカナダにおけるチキンの製造過程に限られたものであると主張した。再交渉によってサンダースのカナダの事業における独占的権利が契約で認められたあと、サンダースは保有する株式を売却し、会社は1966年に上場を果たした 。KFCは上場後、フランチャイズに加盟する600店舗を買収し、直営店舗に変えた。同年にはマッシーが経営の第一線から引退し（会長として会社には残ったが）、本社がケンタッキー州ルイビルに移転することがブラウンによって発表された。
1967年までには、KFCはアメリカで6番目に売上高の大きいレストランチェーンとなっており、その売り上げの30パーセントがテイクアウトによるものだった。ブラウンは、急速に拡大しなければ、KFCはチャーチズ・チキンのような台頭するライバルの後塵を拝すことになると考えていた。したがって、1968年には863もの店舗が開業された。KFCの成長は、その株価をロイターが「成層圏に達した」と表現するレベルにまで押し上げた。1969年にはニューヨーク証券取引所に上場された。その間、KFCは他社とともに新事業に乗り出していた。ブラウンは、「カーネル・サンダース」というブランドはあらゆる商品のマーケティングに利用できると考えていた。ブラウンは「ケンタッキーローストビーフ」（レストランチェーン）と「カーネル・サンダース・イン」（モーテル）を開業した。ローストビーフチェーンは1970年までに100店舗を抱えていたものの、これらふたつの新事業はすぐに経営破綻した。1970年には、カリフォルニアに本拠を置くフィッシュ・アンド・チップスチェーンのH・ソルト・エスクァイアとの合弁事業にも乗り出し、これは一定の成功を収めたが、1980年には事業が売却される結果となった。
1970年3月、マッシーはKFC会長を辞任し、ブラウンがその後継者となった。1970年までに、KFCチェーンは48の国で3000の店舗を抱えていたが、その拡大はしばしば無秩序に行われており、手際の悪いものだった。地域マネージャーに昇進したデイヴ・トーマスは、KFCがあまりにも「会社的」になっており、大量の「取るに足りない」メモが送られて来るとした上で、ブラウンにはやる気を引き起こさせる能力が欠けていると不満を述べた。KFCの最高幹部の1人は、会社の国際戦略を「壁に掛かった地図に泥を投げつけて、いくらかの泥がへばりついたまま残ることを願っている」ようなものだと表現した。日本における最初の店舗は、たった2週間の準備の後に開業された。この日本第1号店は最初の1ヶ月で40万ドルの損失を出す大きな失敗となり、売ったフライドチキンよりも廃棄されたものの方が多かった。1971年7月、KFCが過去6カ月間で初めての減益を記録したことで経営上の問題が明るみに出た。

## ヒューブライン時代・R.J.レイノルズ時代

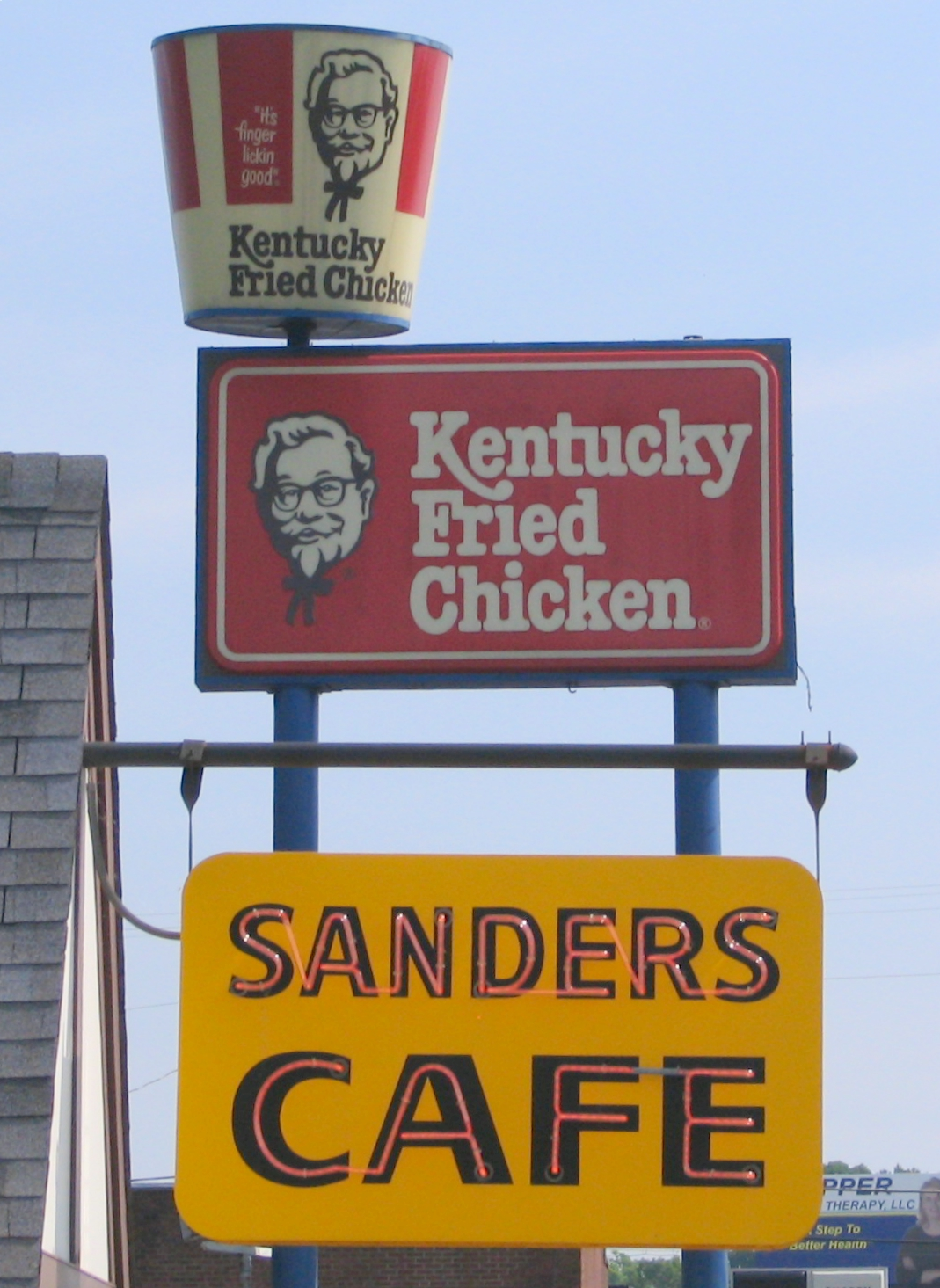
1978年から1991年にかけて使われたKFCロゴが描かれている看板

かつて、サンダースにとってあまりに巨大な存在となったケンタッキーフライドチキンは、ブラウンにとっても手に負えないものに成長していた。1971年7月、ブラウンはKFCを、コネチカット州に本拠を置く加工食品・加工飲料会社のヒューブライン社に2億8500万ドルで売却した。ブラウン個人がこの売却によって得た金額はおよそ3500万ドルだった。ロイターの見解では、KFCはこの買収によって破綻から救い出された可能性が高い。ヒューブライン社は、自らが持つセールスとマーケティングの専門知識を生かしてKFCの売上高を伸ばすことを計画していた。
その間、チャーチズ・チキンは店内に座席を設け、さらにオリジナルの「クリスピーチキン」を提供することでKFCの市場シェアを奪い始めていた。1972年、KFCは独自の「エキストラ・クリスピーチキン」を商品ラインナップに加えた。1973年に発売されたバーベキュースペアリブは、経営上の「とてつもない」問題を引き起こした。この商品の販売が開始されたあと、豚肉の不足が起こり、KFC商品の価格が購買意欲を低下させるレベルまで押し上げられた。スペアリブの販売が経営上の判断により停止されたとき、経営陣はフライドチキンの売り上げが減少していることに気がついた。その頃、サンダースは会社を売却したことをますます後悔するようになっており、新オーナーとサンダースの関係は悪化していた。サンダースは、KFC商品の劣化する品質への不満をメディアに語り始めた。

「なんてこった、あのグレービーソースは最悪だ！彼らは15 - 20セントで水道水を1000ガロン買ってきて、そこに小麦粉とデンプンを混ぜ合わせて、純然たるウォールペーパーペースト（壁紙を貼付けるための糊）のできあがり、というわけだ。……それに、あの新しいクリスピーチキンのレシピは、くだらないパン生地を丸めて揚げたのをチキンに貼りつけただけに過ぎないね。」
この刺激的な発言を受けて、ボーリンググリーン (ケンタッキー州)のあるKFC加盟者はサンダースを名誉毀損で訴えようとしたが、この試みは失敗した。1973年、サンダースがケンタッキー州シェルビービルで、「カーネル夫人、クラウディア・サンダースのディナーハウス」という名のレストランを開業したことに関して、ヒューブライン社はサンダースを訴えようとした。サンダースは報復として、自らが開発に関与していない商品の宣伝に自分（サンダース）の肖像を不正利用したこと、および自らがレストランをフランチャイズ展開することへの妨害行為でヒューブライン社を訴える構えを見せ、1億2200万ドルを求めるとした。ヒューブライン社の広報担当者は、サンダースの動きを「嫌がらせ訴訟」であると表現した。1975年、サンダースはヒューブライン社との示談に応じ、ヒューブライン社はサンダースに100万ドルを支払い、レストラン事業もその名前を「クラウディア・サンダース・ディナーハウス」に改めた上で継続することが許可された。
ヒューブライン社には過去にファストフード店を経営した経験がなく、その自信過剰な経営は香港のような海外市場においてKFCを失速させた。1975年には2年間の活動の後、KFCは香港での事業から撤退した。サンダースは公然とヒューブライン社への批判を続け、1976年には同社が「やってることを何もわかっていない」と批判し、現状のひどい品質の商品と関係があるように自分のイメージが使われているのは「まったくもって恥ずかしいこと」だと述べた 。1978年までには、800もの直営店が不採算店舗となっていた。
1977年、ヒューブライン社はマイケル・A・マイルズをKFCチェーンの経営者に抜擢した。マイルズは、経営難のKFCを原点回帰路線で立て直した功労者と見なされている。マイルズは店舗の改装を推し進め、店内に座席を設けた上で、ドライブスルー用の窓口も導入した。電子レジスターの導入により、日々の顧客数、在庫目録、損益計算書の確認が可能になり、問題をすぐに認識できるようになった。KFCは70年代から80年代にかけて国際的な展開（特に日本、オーストラリア、イギリス）を推し進めた。マイルズはさらに、サンダースをKFCへと復帰するよう誘い、ビジネスにおけるサンダースの提言にも耳を傾けた。後に続く変革は結果として現れ始め、1980年の暮れには1店舗当たりの売上高の上昇が30ヶ月連続となった。
1980年には、肺炎によりハーランド・サンダースが90歳で死去した。サンダースは死の直前まで、自らの商品を宣伝しつつ、年間20万 - 25万マイルを主に車を利用して旅していた。自身を「カーネル・サンダース」としてブランド化することで、アメリカ文化史における重要な人物の1人となったサンダースのイメージは、今もなおKFCの宣伝に広く利用され続けている。

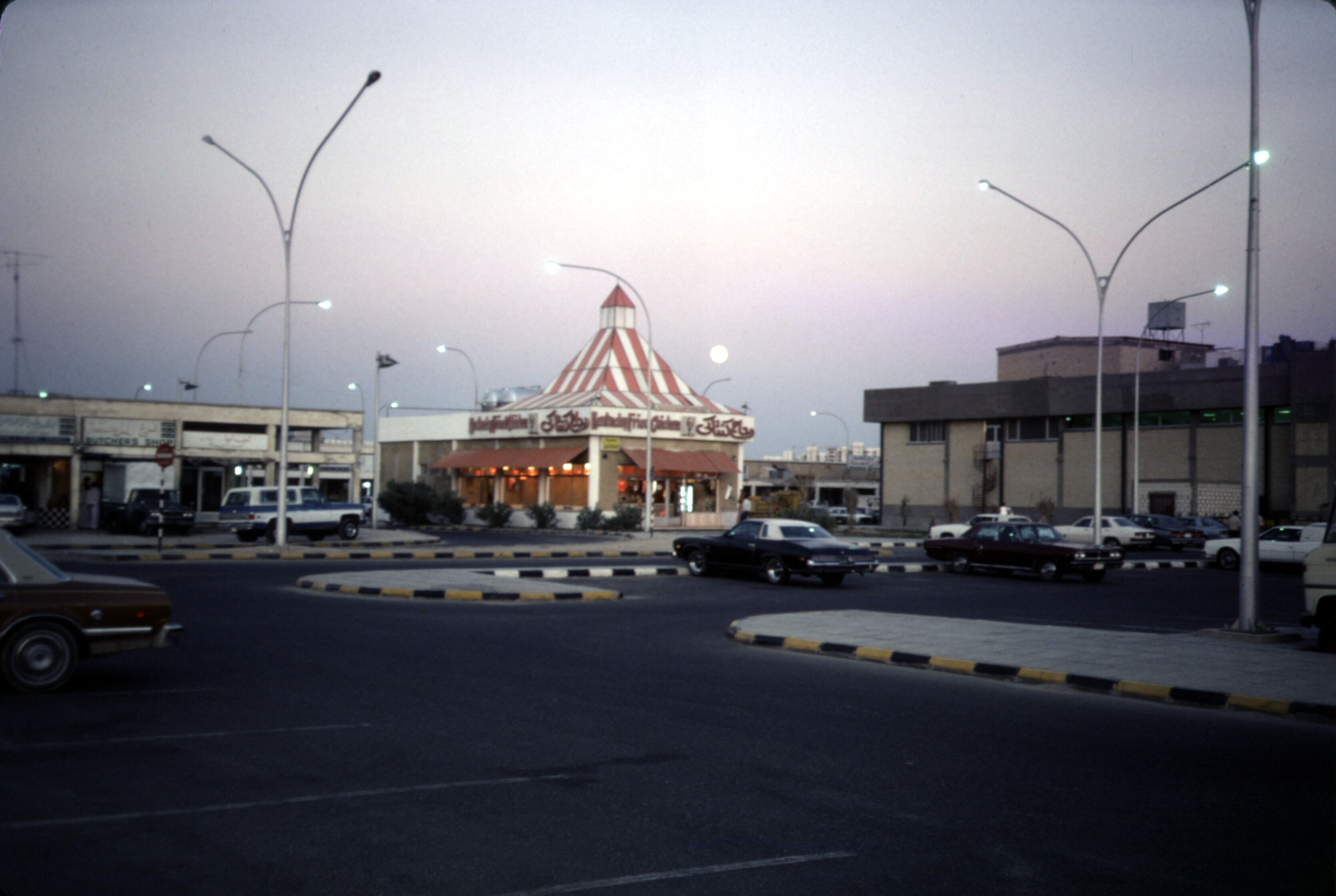
クウェート市内のKFC店舗（1980年）

1983年の時点で、全世界55の国で5800のKFC店舗が存在していた。同じ1983年には、ゼネラル・シネマがヒューブライン社の株式の18パーセントを取得した。敵対的買収を警戒したヒューブライン社は、タバコ会社R.J.レイノルズに自社のホワイト・ナイトとなるよう申し入れ、R.J.レイノルズが13億ドルでヒューブライン社を買収することになった。同年にはさらに、マイケル・A・マイルズがクラフトフーヅのCEOに就任するためKFCの会長を辞任し、リチャード・メイヤーがその後を継いだ。R.J.レイノルズの傘下となったKFCは、1983年にマクドナルドチェーン全体で展開されたチキンマックナゲットとの競争を強いられた。KFCは1985年に「ケンタッキーナゲット」と呼ばれる独自ブランドのチキンナゲットを発売した。1984年、R.J.レイノルズは1億6800万ドルを投じてKFCの増資を行った。

## ペプシコによる買収
1986年7月、R.J.レイノルズ（同年4月、ナビスコを買収してRJRナビスコに社名変更）はKFCをペプシコに簿価8億5000万ドルで売却した。当時、ペプシコはソフトドリンクとスナック菓子に関心を持つかたわら、レストランチェーンのピザハットとタコベルも所有していた。R.J.レイノルズがKFCを売却した背景には、直近のナビスコの買収に関連する負債の支払いを完了することに加え、タバコ事業・加工食品事業に専念することを望んでいたという事情があった。ペプシコによる買収は、KFCにペプシコが誇るマーチャンダイジングの専門知識をもたらすことが期待された。『Adweek』のダン・コッペルは、R.J.レイノルズ時代のKFCチェーンはグループ内での軽視、メニューの停滞、混乱したマーケティングに悩まされたと考えている。一方、『Advertising Age』のナンシー・ガイジェスは、KFCチェーンがR.J.レイノルズの下で「スマートな復活」を遂げたと感じている。当時のKFC会長リチャード・メイヤーは、R.J.レイノルズが自社のレストラン部門を「趣味」のように扱っていたという見解を示した。
ペプシコによるKFCの買収は、一部のアナリストによってソフトドリンクの売り上げを伸ばすための手段であると見なされたが、ペプシコの会長D・ウェイン・キャロウェイは、KFCの買収とソフトドリンク市場への興味は無関係であると主張した。買収以前のKFCの経営方針では、どのメーカーのソフトドリンクを取り扱うかは加盟店側に一任されていたが、ペプシコは自社製品を仕入れるよう加盟店を説得できることを望んでいると述べた。買収以前、6500のKFC店舗のうち、ペプシコーラを販売していたのは1000店舗だけだったが、ペプシコは買収後ただちに1800の直営店舗で取り扱うソフトドリンクを自社製品に切り替えた。ペプシコのKFC買収により、ファストフード業界の競争相手のなかにはペプシからコカコーラに切り替えるものも現れた。ウェンディーズは最初にこの切り替えを実行した企業のひとつだった。ウェンディーズの会長ロバート・バーニーは次のように述べた。「ペプシコにとっての利益はいまやウェンディーズの利益と相反するものになった。我々は、我々の顧客を彼らの顧客にしようとしている企業の手助けはしない。」バーガーキングは1983年にコカコーラからペプシコに移行していたが、1990年には再びコカコーラに切り替えた。その理由として、ペプシコチェーンの成長が「大きな要因」であると説明された。1998年までには、KFC加盟店の大多数がペプシコのソフトドリンク製品を仕入れることに合意していた。
1987年11月、KFCは北京に出店し、中国で展開する最初の欧米のレストランチェーンとなった。1989年、第1四半期におけるKFCの売り上げは30パーセント上昇し、その金額は2億8000万米ドルに達した。1989年7月、CEOのリチャード・メイヤーがKFCを離れ、クラフト・フーズのCEOに就任すると、KFCのCEOはジョン・クラナーに引き継がれた。

### 国際的な成長・加盟店との対立

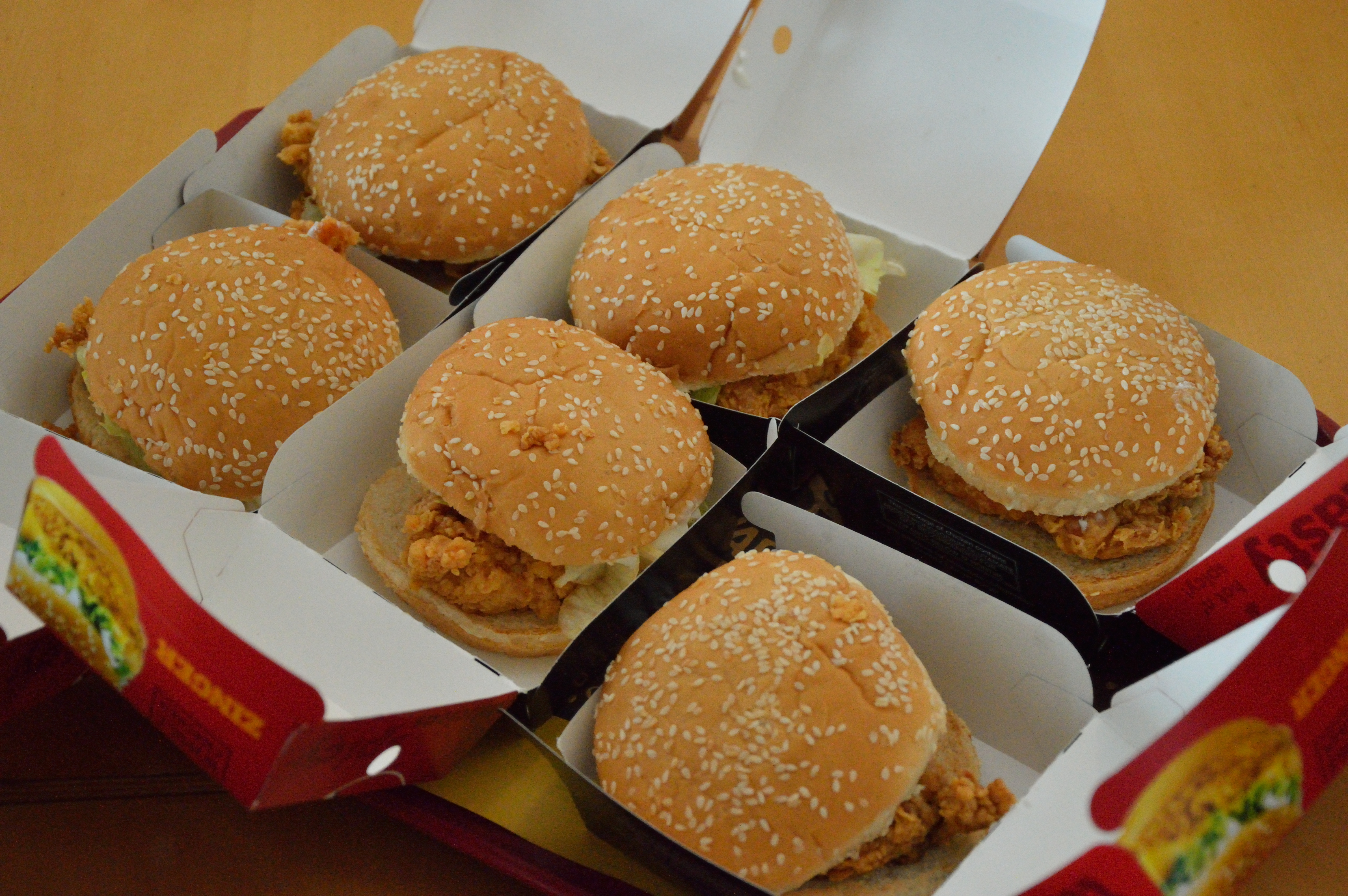
インドで売られている「ジンガー」チキンバーガー

1989年8月、クラナーは1976年から変更されていなかったアメリカの加盟店向けのフランチャイズ契約を改定することを提案した。この改定では、ペプシコが業績不振の加盟店を買収することが可能になり、既存の加盟店が新規加盟店との競争から保護されなくなった上、ペプシコにロイヤルティー料を値上げする権利が与えられることとなっていた。加盟店側はこの新しい契約に反発し、訴訟を起こすことで対抗した。この争いは、1996年に新社長のデヴィッド・C・ノヴァクが、加盟店側に譲歩して新契約の内容の一部を取り下げるまで解決を見なかった。ペプシコは加盟店に対して横暴に振る舞っていると非難された。ペプシコは加盟店がKFCの成長の足かせとなっていると考えていたが、加盟店側は会社が不熱心なオーナーによって経営されていた時期に、KFCの支えとなっていたのは自分たちであると確信していた。
クラナーは4200万ドルを投じて全世界におけるKFC事業の再編をはかった。クラナーはさらに、追加の5000万ドルを費やして店舗の改装を実施した上、2000万ドルを投じて、店舗のレジとキッチン、ドライブスルー窓口、店長室、そしてKFC本社をリンクする新たなコンピュータシステムを構築した。クラナーの経営下で、KFCチェーンは未開拓の領域に進出していった。その最初の例は、デイトン (オハイオ州)のゼネラルモーターズの組み立て工場に出店した広さ150平方フィート（約14平方メートル）のキオスク（メニューは一部に限定）だった。1986年から1991年までの期間で、KFCチェーンは新たに2000店舗を加え、総店舗数は8500に達した。同じ期間で売上高は35億ドルから62億ドルへと成長した。アメリカ国民の健康志向が強まるにつれ、KFCチェーンはグリルドチキンの台頭に対抗しなければならなくなった。メキシコ風グリルドチキンに特化して成長中のレストランチェーン「エル・ポロ・ロコ」と、グリルドチキンのハンバーガーである「BKブロイラー」をメニューに加えたばかりのバーガーキングがKFCの競争相手として浮上していた。商品開発の遅れ、狭いキッチン、進行中の加盟店との契約論争などの事情により、KFCチェーンは独自のグリルドチキン商品を展開することができなかった。
1991年3月、会社の正式名称が「KFC」に変更された。（この変更の前からすでに、KFCというイニシャリズムはチェーンの名称として広く知られていた） この名称変更は、ブランドコンサルタント企業である「シェクター・グループ」のアドバイスのもとで行われた。調査が明らかにしたところでは、80パーセントの顧客が「KFC」のイニシャリズムでケンタッキーフライドチキンを連想していた。広報担当者は、KFCという名称が揚げ物一辺倒から多様化を遂げつつあるメニューに、より適合したものであると述べた。アメリカKFC社長のカイル・クレイグは、この変更が「フライド」という言葉が暗示する不健康なイメージから会社を遠ざけるための試みであることを認めた。1994年、『Nation's Restaurant News』のなかでミルフォード・プルーイットは、この変更を「巧妙かつタイミングの良い変化」であると称賛した。その一方で、『Advertising Age』の2005年の社説は次のように述べた。「このチェーンが自らの由緒ある名前を投げ捨て、『フライド』という言葉から遠ざかったのは悪い発想で、損害をもたらした。はっきりとしたブランドがぼやけたものに変わってしまった。」
1990年代初頭には、チェーン全体で展開されたメジャーな商品の多くがヒットを記録した。スパイシーな「ホットウイングス」（1990年発売）や、「ポップコーンチキン」（1992年発売）がそこに含まれ、アメリカ国外では、チキンフィレを使ったスパイシーなハンバーガーの「ジンガー」（1993年発売）が成功を収めた。1993年には、ロティサリーチキン風の「カーネルズ・ロティサリー・ゴールド」がアメリカのKFC店舗の30パーセントで発売され、マーケティングに1億ドルが投じられたが、この商品の売り上げは芳しくなかった。健康志向の強い顧客をターゲットとして皮なしのチキンも発売されたが、その食感は顧客に好まれず、失敗した。この製品の失敗は諸経費の増大を招き、1991年の営業利益が37パーセント減少することにつながった。
1991年6月、シンガポールの店舗でKFC史上初となる朝食メニューの販売が開始された。朝食メニューにはチキン、オムレツ、スクランブルエッグが含まれており、「カーネルズ・カントリー・ブレックファスト」の名前の下で販売された。シンガポールが選ばれた背景には、この国の朝食マーケットが成長を見せていたという事情があった。
KFCはアメリカ市場で苦戦を強いられ、ペプシコのレストラン部門でもっとも貧弱な事業となっていたが、その一方でアメリカ以外の市場では急成長を遂げていた。なかでも、日本のKFCは特筆すべき成功を収めていた。1992年になる頃には、KFCの売上高の半分近くがアメリカ国外の市場で稼ぎ出されていた。1993年までに、アジア太平洋地域における売り上げはKFC全体の売上高の22パーセントを占めるほどになった。ジョン・クラナーは「我々は、アジアにほとんど無限に存在する成長のチャンスに目を向けている」と発表した。1993年までにKFCは、韓国、中国、タイ、マレーシア、インドネシアにおいて第1位の欧米ファストフードフードチェーンとなっており、ほかのほとんどのアジア諸国（日本、シンガポールを含む）でもマクドナルドに次ぐ第2位のチェーンとなっていた。アメリカ国外における事業の繁栄は、その地域ごとのKFC経営者が、ルイビルのKFC本社からの指示を無視、さらには反抗すら辞さなかった結果としてもたらされていた。

### デヴィッド・ノヴァクの社長就任
1994年までに、KFCは全世界で9407店舗（アメリカ国内では5149店舗）を展開しており、従業員は10万人を超えていた。マクドナルドのような競合他社がバリューセットの展開を開始していたため、同年にはKFCチェーンは苦戦し始めていた。期待はずれの四半期所得が続いたあと、クラナーは1994年1月にKFCを去った。クラナーの後任として、マーケティング分野のバックグラウンドを持つ2人の幹部が会社の復活を任された。ロジャー・エンリコはペプシコ・ワールドワイド・レストランズのCEOに任命され、一方でデヴィッド・C・ノヴァクがKFC・ノース・アメリカ社長として選ばれた。
1995年、ノヴァクはふたつのヒット商品を世に出した。「クリスピーストリップ」と「チキンポットパイ」はKFCチェーンにとってほぼ2年ぶりの大型新製品だった。ノヴァクによれば、より「オープン」に改善された加盟店との関係が、これらの新商品を生み出した。実際に「クリスピーストリップ」は、あるアーカンソーの加盟店の発明であり、同様に「チキンポットパイ」の開発も加盟店とともに行われた。その一方で、コーンマフィンのような比較的人気のない商品はメニューから削除された。同じ時期、エンリコはペプシコのレストラン部門のCEOとして、KFCとその姉妹企業（タコベルとピザハット）との間の競争を抑制した。エンリコの介入以前、タコベルは独自のチキン商品の販売を開始しており、一方でKFCはピザハットを攻撃するようなマーケティングを展開していたなど、ペプシコのレストラン部門内部での競争は激化しつつあった。
1996年、5年前に当時のジョン・クラナー会長によって提案された契約の、もっとも物議をかもす文言をただちに取り下げることで、KFCは加盟店側との関係を修復した。1976年の契約に含まれていた、KFCを独占的に営業できる1.5マイルのテリトリー権が回復されたことにより、既存の加盟店は新規加盟店との競争から保護されることが約束されたが、その一方で全国的な広告における親会社のコントロールは強化された。ノヴァクはさらに、「カーネルズ・ロティサリー・ゴールド」をメニューから削除し、そのかわりに「テンダーロースト」と呼ばれる新商品を追加した。「テンダーロースト」はフライドチキンと同様に1ピース単位で提供されたが、これは「カーネルズ・ロティサリー・ゴールド」がクオーター、ハーフ、もしくは1羽丸ごとでしか売られていなかったのとは対照的だった。その後ノヴァクは、KFC・ノース・アメリカによる10会計四半期連続の成長を監督した。1996年、KFC・ノース・アメリカにおける成功を評価され、ノヴァクはKFCチェーン全体の社長兼CEOに就任した。

## トライコンとしての分離独立

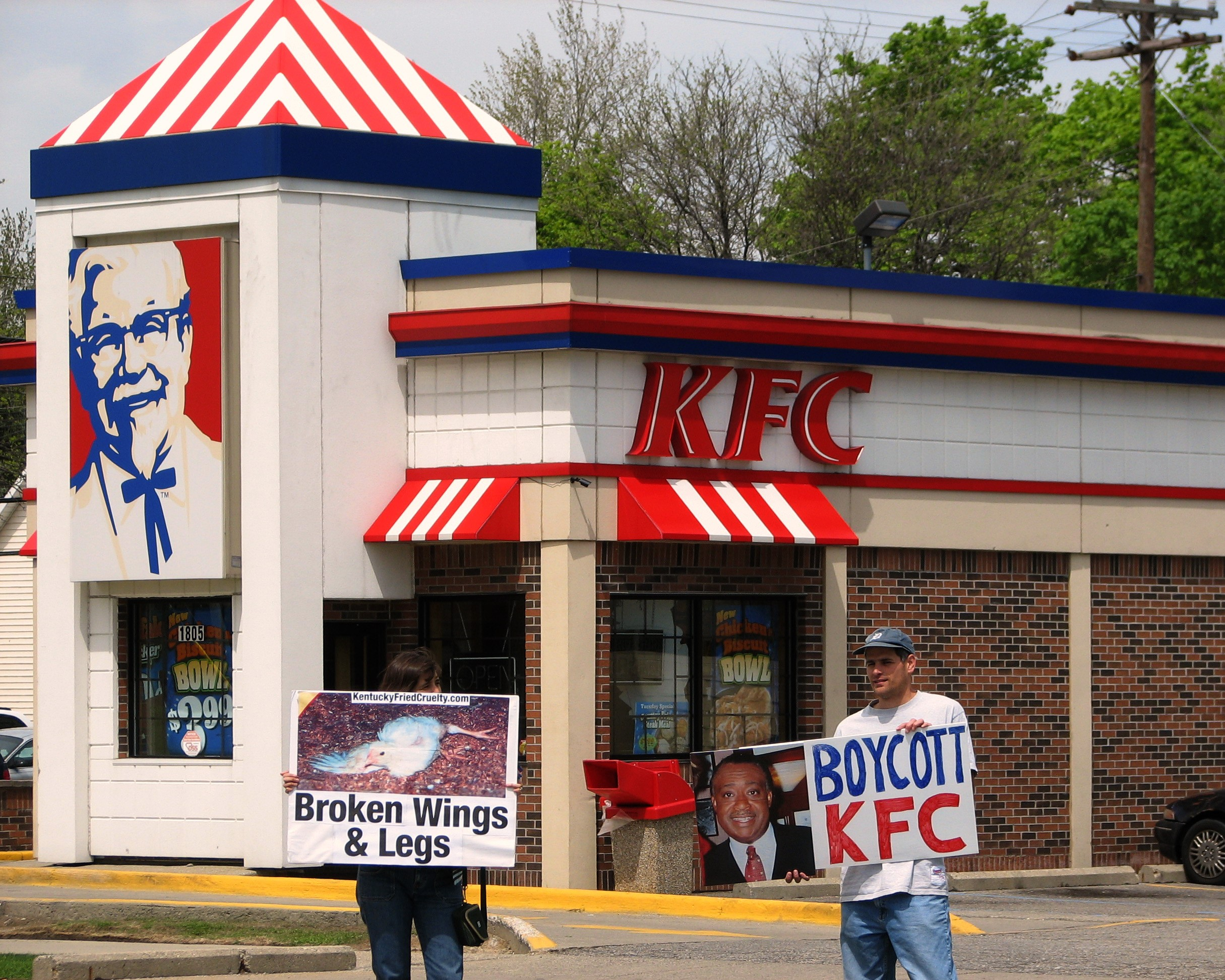
ミシガン州のKFC店舗で行われる抗議活動（2007年）

1997年8月、ペプシコは自社の経営不振のレストラン部門を別の上場企業として分離独立（スピンオフ）させ、ペプシコはこのスピンオフにより45億米ドルを取得した。スピンオフ以前、KFCの業績は良好だったものの、ピザハットとタコベルの業績は低迷していた。ペプシコの幹部の1人は「レストラン経営は我々の特技ではなかった」と認めている。「トライコン・グローバル・レストランズ」と名づけられた新会社は、設立時点で店舗数3万と年間売り上げ100億米ドルを誇っており、全世界的な売上高でマクドナルドに次ぐ業界第2位となった。
21世紀の変わり目から、ファストフードは動物福祉的観点や肥満との関連、環境への影響といった面で批判の対象となってきた。エリック・シュローサーの2002年の著書『ファストフードが世界を食いつくす』や、モーガン・スパーロックの2004年の映画『スーパーサイズ・ミー』は、そのようなファストフードに対する懸念を反映していた。2003年以来、動物の倫理的扱いを求める人々の会（PETA）はケンタッキー・フライド・クルーエルティと題したキャンペーンを展開し、全世界におけるKFCの鶏肉サプライヤーの選択に対する抗議活動を行ってきた。PETAが行ってきたデモ活動は数千回にものぼり、ときにはKFC幹部の故郷の町でも活動を実施した。KFCのCEO、デヴィッド・ノヴァクは活動家にニセの血を浴びせかけられた。KFC社長グレッグ・デドリックは、PETAが誤ってKFCを鶏肉の購入者ではなく、鶏肉の生産者であるかのように扱っていると語った。2008年、ヤム・ブランズは次のような声明を出した。「食品生産物の主要な購入者として、（ヤム・ブランズは）供給される動物がどのように取り扱われているかについて関与する機会と責任を持っている。我々はこの責任を非常に重く受けとめており、我々のサプライヤーを継続的にモニタリングしている。」

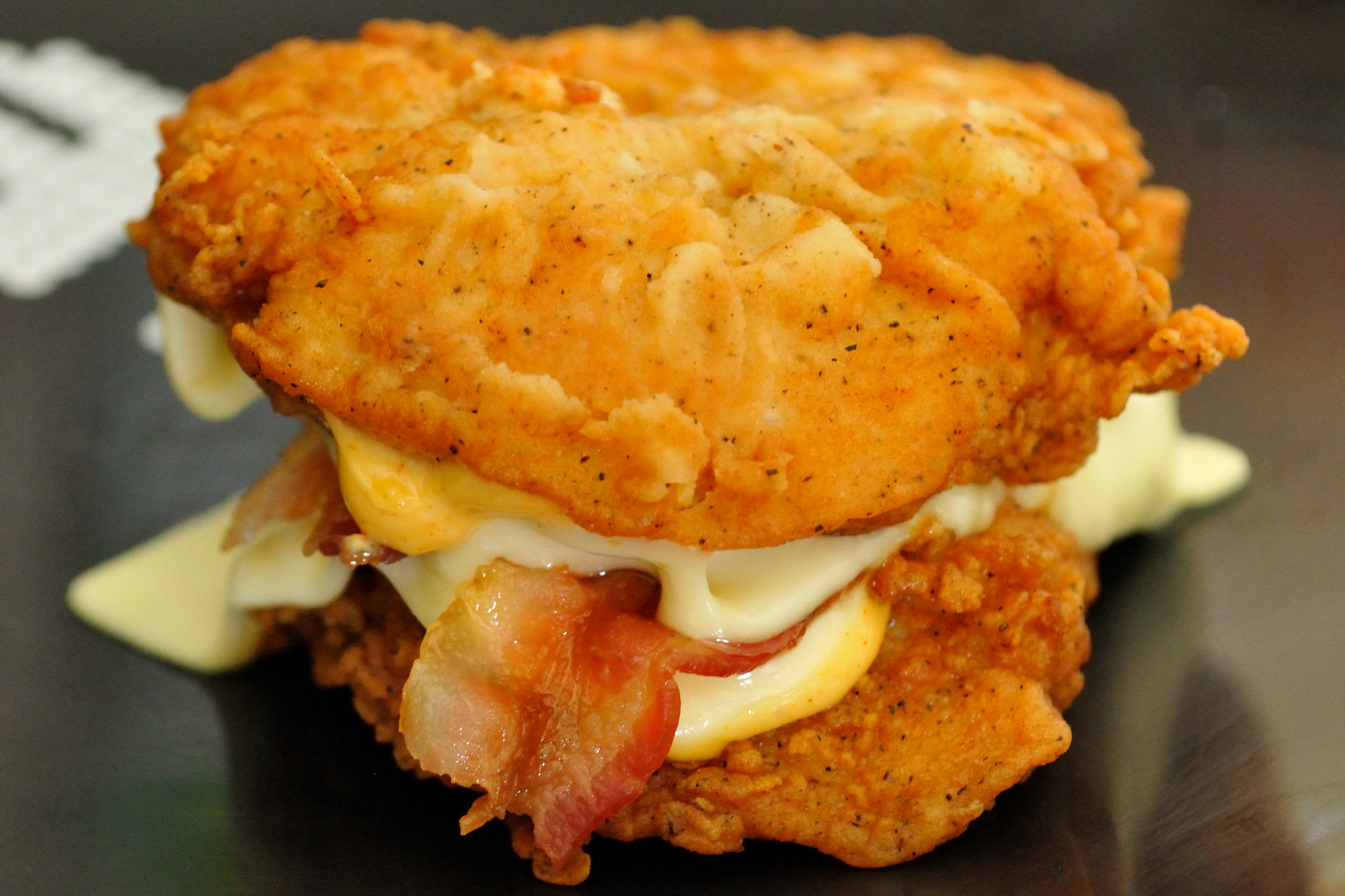
「ダブルダウン・サンドイッチ」は2010年に発売された

2002年5月、トライコン社は「ヤム・ブランズ」に社名変更された。同年、KFCチェーンはバーガーキングが発売した「チキンワッパー」と、ドミノ・ピザおよびパパ・ジョンズ・ピザが発売したフライドチキン商品との競争を強いられた。発売後3ヶ月のうちに、「チキンワッパー」はバーガーキング史上最高の新商品となり、5000万個を売り上げた。2002年9月、KFCの売り上げは前年比10パーセントの減少を記録した。2002年から2005年にかけ、KFCは3年間の低調な売り上げを経験した。独立系コンサルタント会社のレストラン・リサーチによると、同時期には商品開発における投資不足がKFCブランドを「くたびれて、みすぼらしく」見せていた。2004年に発売したローストチキンの商品は成功しなかった。さらに、2005年の鳥インフルエンザ騒動は一時的に売り上げを40パーセントも減少させた。これに反応してKFCは、2005年3月「スナッカー」と呼ばれる安価で小さなチキンバーガーをメニューに追加した。「スナッカー」はKFCチェーンにとって、これまでにもっとも成功した新商品のひとつとなり、1億個以上を売り上げた。さらにKFCは、国際的なマーケットに1食分の食材をトルティーヤで巻いた「ボックスマスター」を投入した。同じ時期、KFCはブランドイメージの変革に着手した。1991年以降、健康志向を強めるため、KFC店舗では「ケンタッキーフライドチキン」という伝統的名称ではなく「KFC」のイニシャリズムが使用されるようになっていたが、2006年からは一部の店舗のデザインに再び「ケンタッキーフライドチキン」の名前が用いられるようになった。ロゴや看板で使用されるカーネル・サンダースの肖像も刷新され、サンダースがKFCの創業者兼シェフであり、オリジナルレシピの開発者であることを強調するため、従来の白のスーツ姿から赤いエプロンを身につけたデザインに変更された。グレッグ・デドリックは、ロゴの変更はサンダースが活躍していた時代のKFCへの原点回帰であると語った。
2009年、KFC・インターナショナルは冷凍飲料の「クラッシャーズ」を発売した。この商品は、間食となるスナックをKFCのメニューに加えようとする試みで、10代の若者をターゲットにしていた。2010年4月には「ダブルダウン・サンドイッチ」が発売された。通常のバンズのかわりに2ピースのフライドチキンを使用したこの商品は、不健康な食品であるとの批判を受けた。「ダブルダウン・サンドイッチ」の売り上げは好調であり、2011年3月から2013年3月までの期間において全世界で1500万個を販売した。2012年9月、「チキンリトル・サンドイッチ」がアメリカ国内のメニューに復帰した。
2013年12月までに、KFCは全世界118の国と地域で1万8875店舗を展開していた。売上高では、KFCはマクドナルドに次いで世界第2位のレストランチェーンである。
2014年4月、ヤム・ブランズは中国における第1四半期の売り上げが11パーセント上昇したと発表した。中国での2013年度の売り上げは15パーセント下落していた。
2014年7月、中国当局はOSIグループ傘下の上海の事業者が、期限切れの鶏肉をKFCに納入していたとして、この業者を営業停止処分とした。ヤム・ブランズはただちにこのサプライヤーとの契約を解消し、この事件の発覚が「深刻な」売り上げの低下につながったと発表した。

## ゲーム機市場参入へ
2020年6月、同年11月12日にゲーム機「KFConsole」を発売すると発表した。極めて異例ともいえる異業種からのゲーム機市場参戦であり、少なくとも飲食業がゲーム機市場に参戦するのは初の事例となる。